# 聖約瑟 (愛荷華州)
聖約瑟（英語：St. Joseph）是位於美國愛荷華州科蘇特縣的一個人口普查指定地區。

## 人口
根據2010年美國人口普查的數據，聖約瑟的面積為2.23平方千米，當中陸地面積為2.23平方千米，而水域面積為0.00平方千米。當地共有人口61人，而人口密度為每平方千米27.35人。